# Chiesa di Notre-Dame-aux-Neiges
La chiesa di Notre-Dame-aux-Neiges è situata nella città di Aurillac, in Alvernia (nell'attuale dipartimento del Cantal). Anziana cappella di un convento dell'ordine dei "cordeliers" (un ordine francescano francese) costruita nel XIV secolo, è restaurata nel XVII secolo. Il suo campanile è aggiunto più tarde, nel 1848.

## Storia
Il suo nome viene dedicato alla giornata di liberazione di Aurillac, nel 5 agosto 1581 per le guerre religiose. È un omaggio alla Madonna della Neve, celebrata il 5 agosto. Sarebbe la Madonna delle Neve nel 5 agosto 1581 che avrebbe fatto nevicare e così permesso agli cattolici di respingere i protestanti.